# Max-Planck-Institut für Softwaresysteme
Das Max-Planck-Institut für Softwaresysteme (MPI-SWS) wurde im Jahr 2004 gegründet und 2005 eröffnet. Die Aufgabengebiete des MPI-SWS umfassen alle Bereiche vom Entwurf, der Analyse, der Modellierung, der Anwendung bis hin zur empirischen Evaluation komplexer Softwaresysteme. Der Gründungsdirektor ist Peter Druschel.
Das MPI-SWS ist Teil eines Netzwerks von über 80 Instituten der Max-Planck-Gesellschaft. Das Institut hat zwei Standorte, einen auf dem Campus Saarbrücken der Universität des Saarlandes (UdS) und einen auf dem Campus Kaiserslautern der Rheinland-Pfälzischen Technischen Universität Kaiserslautern-Landau (RPTU).

## Forschungsaufgabe
Das Institut soll die wissenschaftlichen Grundlagen komplexer Softwaresysteme erforschen. Diese bilden schon heute die Grundlage vieler Geschäftsprozesse, Datennetze und Forschung im Flugzeug- und Automobilbau und erfordern eine reibungslose Funktion.
Das MPI für Softwaresysteme erforscht die Prinzipien effizienter, zuverlässiger, sicherer und benutzbarer Computersysteme sowie deren Interaktion mit dem physischen und sozialen Kontext, in dem sie arbeiten. Bereiche von besonderem Interesse sind verlässliche Software, cyber-physische Systeme, Social Computing und Datenschutz. Zu den Forschungsaufgaben gehören Forschungsarbeiten in den Bereichen Entwurf und Implementierung zuverlässiger Systeme, Informationsgewinnung und Datenwissenschaft, verteilte Systeme und Netze, eingebettete und cyber-physische Systeme, Programmiersprachen und Programmiersysteme, Sicherheit und Datenschutz, Softwaretechnik und -verifizierung, soziale Computersysteme und Mensch-Computer-Interaktion sowie theoretische Grundlagen in Logik und Algorithmen.

## Organisation und Struktur
Der Standort am Campus Saarbrücken der UdS des MPI für Softwaresysteme befindet sich auf dem Informatik-Campus des Saarlandes, der im Bereich der Informatik und Informationstechnik arbeitet. In unmittelbarer Nähe zum Standort Saarbrücken befindet sich das Max-Planck-Institut für Informatik (MPII), mit dem das Institut eng zusammenarbeitet und zentrale IT- und Verwaltungsdienste gemeinsam nutzt. Am anderen Standort des Instituts am Campus Kaiserslautern der RPTU wird mit dem Fachbereich Informatik der RPTU in Kaiserslautern und den Fraunhofer-Instituten für Experimentelles Software Engineering und für Techno- und Wirtschaftsmathematik zusammenarbeitet.
Derzeit besteht der Lehrkörper des Instituts aus 4 wissenschaftlichen Direktoren, 5 tenured Mitarbeitenden und 4 tenure-track Mitarbeitenden mit jeweils einer unabhängigen Forschungsgruppe.
| Gruppenname                              | Gruppenleiter          | Start |
| ---------------------------------------- | ---------------------- | ----- |
| Real-Time Systems                        | Björn Brandenburg      | 2011  |
| Foundations of Programming               | Derek Dreyer           | 2008  |
| Distributed Systems                      | Peter Druschel         | 2005  |
| Foundations of Computer Security         | Deepak Garg            | 2011  |
| Networked Systems                        | Krishna Gummadi        | 2005  |
| Rigorous Software Engineering            | Rupak Majumdar         | 2010  |
| Software Analysis and Verification       | Viktor Vafeiadis       | 2010  |
| Networks and Machine Learning            | Manuel Gomez Rodriguez | 2014  |
| Automated Verification and Approximation | Eva Darulova           | 2015  |
| Foundation of Algorithmic Verification   | Joel Ouaknine          | 2016  |
| Practical Formal Methods                 | Maria Christakis       | 2017  |
| Machine Teaching                         | Adish Singla           | 2017  |
| Operating Systems                        | Antoine Kaufmann       | 2018  |

## International Max Planck Research School (IMPRS)
In Kooperation mit der Universität des Saarlandes wurde im Jahr 2000 die International Max Planck Research School for Computer Science (IMPRS-CS) gegründet. Sie ist die englischsprachige Graduiertenschule des MPI für Informatik und des MPI für Softwaresysteme. In einem internationalen Forschungsumfeld werden Nachwuchswissenschaftler gefördert und zur Promotion geführt. Sprecher der IMPRS war Gerhard Weikum.
Von 2001 bis 2019 lief die IMPRS-CS und wurde anschließend von der International Max Planck Research School on Trustworthy Computing (IMPRS-TRUST) abgelöst.